# ワルシャワ・ゲットー蜂起
ワルシャワ・ゲットー蜂起（ワルシャワ・ゲットーほうき、英: Warsaw Ghetto Uprising, 波: Powstanie w getcie warszawskim, イディッシュ語: ווארשעווער געטא אויפשטאנד, 独: Aufstand im Warschauer Ghetto）は、第二次世界大戦中の1943年4月から5月にかけて、ワルシャワ・ゲットーのユダヤ人レジスタンスたちが起こしたドイツに対する武装蜂起である。

## 概要
第二次世界大戦がはじまり、東ヨーロッパの諸都市がドイツ軍に占領されると、それらの都市で暮らすユダヤ人たちはゲットーに隔離されるようになった。しかし1942年から1943年にかけてナチス親衛隊(SS)は「ラインハルト作戦」を開始し、ゲットーのユダヤ人たちを続々と絶滅収容所に移送するようになった。ワルシャワ・ゲットーでも過酷な移送作戦が行われ、数多くのユダヤ人がトレブリンカ絶滅収容所へ移送されて殺害された。
ユダヤ人の「追放」が始まった当初、ユダヤ人の抵抗組織のメンバーは会合を持ち、ドイツに対して戦わないことを決定していた。これは、ユダヤ人が殺されるのではなく、労働キャンプに送られるだけだと信じていたからであった。しかし、1942年の終わりには、「追放」と言うものが死の収容所へ送られることだとわかり、残ったユダヤ人は戦うことを決定した。
更なる移送作戦を阻止するため、モルデハイ・アニエレヴィッツ指揮下の「ユダヤ人戦闘組織」とダヴィド・アプフェルバウム(pl)指揮下の「ユダヤ人軍事同盟(pl)」が1943年4月19日から5月16日にかけてナチスに対して武装蜂起を起こした。反乱を起こしたユダヤ人たちは貧弱な武装と劣悪な補給にもかかわらず粘り強く戦ったが、最終的にはユルゲン・シュトロープSS少将率いる武装SS・ドイツ秩序警察・ドイツ国防軍などから成る混成部隊によって完全に鎮圧された。
鎮圧後、ワルシャワ・ゲットーの住民ほとんどがSSによって捕えられ、トレブリンカ、マイダネク、あるいは強制労働収容所へと移送され、ワルシャワ・ゲットーは解体された。
なおこの蜂起は基本的にワルシャワ・ゲットーのみの蜂起であり、この翌年の1944年にワルシャワ市内各地で発生したワルシャワ蜂起とは別個の蜂起である。

## 蜂起までの経緯

### ゲットー創設
1939年9月のドイツ軍のポーランド侵攻によってワルシャワはドイツ軍に占領された。ドイツ当局は1940年10月から11月にかけてワルシャワ・ゲットーを創設した。同ゲットーの人口は最も多い時期で45万人であり、これはナチスが創設したゲットーの中でも最大であった。ゲットーの環境は劣悪であり、移送作戦までに約8万3000人のユダヤ人が伝染病や飢餓によってゲットー内で命を落とした。

### 移送作戦
ポーランド総督府領内のユダヤ人を絶滅させるための「ラインハルト作戦」が1942年3月中旬からオディロ・グロボクニクSS少将の指揮の下に実行された。
ワルシャワ・ゲットーでは1942年7月22日から9月10日にかけて最初の移送作戦が行われ、「労働不能者」を中心に約30万人のゲットー住民がトレブリンカ絶滅収容所へ移送されてガス室で殺害された。この移送作戦によりワルシャワ・ゲットーの住民数はせいぜい7万人になった。

### 抵抗運動のはじまり
移送作戦が開始された直後の1942年7月23日にゲットー内の地下組織の指導者の会合があった。この席上シオニスト左派諸政党は武装抵抗を主張したが、他の出席者は移送されるのは恐らく数万人程度にとどまるだろうと考える者が多く、武装抵抗はかえって全ゲットー住民を危険に晒すとして反対論が相次いだ。結局7月28日にシオニスト左派諸政党だけで武装抵抗組織「ユダヤ人戦闘組織」(ŻOB)を創設したが、各政党は移送作戦から自らの組織を守ることに手いっぱいで他党と会合を持ってる暇は無く、ユダヤ人戦闘組織も実際的にはほとんど機能せず、移送作戦に対して有効な抵抗はできなかった。

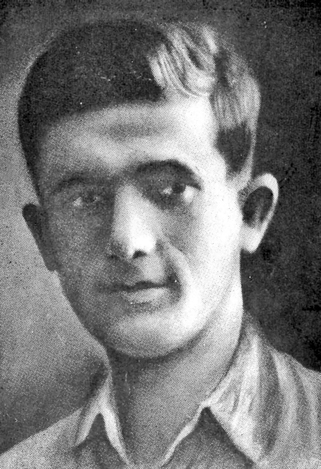
モルデハイ・アニエレヴィッツ

移送作戦が終了した後の1942年10月末、「ハショメル・ハツァイル（en）」リーダーモルデハイ・アニエレヴィッツのもとに改めてユダヤ人戦闘組織が創設された。一方右派シオニストの修正主義者たちも独自に武装抵抗組織を立ち上げ、「ユダヤ人軍事同盟(pl)」(ŻZW)を創設した。
本格的に武装抵抗の準備が開始され、ゲットー外から武器を購入するようになる。まず国内軍(AK)などゲットー外のポーランド人レジスタンス組織と接触を図り、彼らから武器を仕入れようとしたが、ポーランド人の間にも反ユダヤ主義は根強く、大金を積んだにもかかわらず彼らがくれた物は拳銃10丁だけだった。国内軍指揮官たちはユダヤ人に武器を渡してもまともに使えるかどうか極めて怪しいと考えていた。結局ユダヤ人たちはゲットーの外へ抜け出て、ドイツ軍から武器を盗んだり購入したりした仲介人や脱走兵などから巨額の金を払って武器を購入することになった。
1942年終わり頃にユダヤ人戦闘組織は、彼らが「対独協力者」と看做していたユダヤ人評議会やユダヤ人ゲットー警察に対するテロ活動を本格化させた。ゲットー警察長官ヤーコプ・レイキンやユダヤ人評議会経済局長イズラエル・フィルストなどを暗殺した。これによりユダヤ人評議会とゲットー警察のゲットー内における威信は大きく低下した。

### 初の武装蜂起
1943年1月9日にSS全国指導者ハインリヒ・ヒムラー自らがワルシャワを訪れた。まだ4万人のユダヤ人がゲットーにいること（実際にはもう少し多くいた）を報告されたヒムラーは、さらに8000人のユダヤ人を移送するよう命じた。ヒムラーの命を受けてSS・警察部隊は1月18日から第二次移送作戦を開始した。これにより6500人のユダヤ人が移送され、1171人のユダヤ人が殺害された。
この移送作戦の際にユダヤ人戦闘組織はゲリラ戦による武装抵抗を起こした。ユダヤ人レジスタンスはドイツ兵に奇襲をかけては屋根伝いに逃げた。ドイツ兵に数人の死者がでたため、ドイツ当局はゲットー内を安易に動き回る事が出来なくなった。やがて移送作戦は中止された。

### ゲットーに「革命政権」誕生
ユダヤ人戦闘組織の蜂起はこれまで武装抵抗に懐疑的だったゲットー住民からも高く評価された。彼らは第二次移送作戦が最初と比べて小規模ですんだのはドイツ当局が武装抵抗に恐れをなしたからだと考えたのである（実際にはヒムラーがもともと8000人の移送しか命じていないためだったが）。
アニエレヴィッツとユダヤ人戦闘組織を支持するゲットー住民は急速に増え、それはゲットー内で一種の「革命政権」となった。一方本来のゲットー行政機関であるユダヤ人評議会はすっかり権威を落としていた。ユダヤ人評議会議長マレク・リヒテンバウムはドイツ当局からの命令に対して「私はもはやゲットー内に何の権威も持っていない。権威を持っているのは別の組織だ。それはユダヤ人戦闘組織だ」と答えている。ユダヤ人戦闘組織はユダヤ人評議会を脅迫してその予算を吐き出させ、またゲットー住民の富裕層に高い税金を課すことで資金を集め、それを武器購入費用にあてた。

### 蜂起の準備
国内軍からのユダヤ人レジスタンス組織への評価も上がったが、国内軍がユダヤ人戦闘組織に対して新たに支給したのは拳銃50丁、手榴弾50個、爆薬その他だけであった。右派シオニストのユダヤ人軍事同盟に対してはもう少し多くの支援をしたが、結局のところ国内軍がユダヤ人レジスタンスに対して行った支援は最低限でしかなかった。
蜂起までにユダヤ人レジスタンスが確保できた武器は多くない。数百丁の拳銃、若干のライフルとカービン、ごくわずかな機関銃、他には爆薬や火炎瓶や手榴弾などであった。戦闘員の装備は拳銃と数個の手榴弾というのが通常であった。武器があまりに少ないため、志願兵の受け入れを中止した結果、戦闘員の数はユダヤ人戦闘組織とユダヤ人軍事同盟をあわせても1000人に満たなかった。一方地下壕に関してはかなり綿密に準備した。空調設備や電気設備も備え、数カ月は持ちこたえられる量の水・食料・医薬品が備蓄された。
ドイツ当局がいつ最終的な移送作戦を行うのかゲットー住民には分からなかったのでレジスタンス戦闘員たちはいつ移送作戦が開始されても即時に武装蜂起できるよう準備にあたっていた。一般のゲットー住民が隠れ家を作るのに奔走していた1943年1月から4月のあいだ、戦闘員たちは戦闘訓練にあけくれていた。

## 武装蜂起

### 4月19日のユダヤ人の勝利
1943年4月18日にドイツ当局が武力でゲットーを制圧して移送作戦を再開するとの情報がユダヤ人戦闘組織に伝わった。ただちにゲットー全住民に警告を発するとともに地下壕にこもって戦闘準備を開始した。
4月19日（過越祭の始まる日だった）午前3時頃、「ワルシャワ」親衛隊及び警察指導者であるフェルディナント・フォン・ザンメルン・フランケネックSS准将率いる2000人ほどのSS・警察部隊によってゲットーが包囲された。このSS・警察部隊は武装SSの2個訓練・補充大隊、秩序警察の第22警察連隊に属する2個大隊、トラヴニキ強制労働収容所(de)の警備にあたっていたウクライナ人民兵による1個大隊、それからわずかな保安警察からの分遣隊によって編成されていた。武装SS部隊は訓練不足の者や負傷から回復したばかりの者で構成されており、また秩序警察部隊の方は退役者や総督府ポーランド警察やポーランド消防隊も動員されていた。動員された戦車はわずかな数のフランス製軽戦車(大砲なし)のみであった。
午前6時頃から武装SS部隊が集荷場に面したゲットー・ザメンホーファー通りに侵入を開始した。ユダヤ人レジスタンスたちは火炎瓶で戦車を足止めしつつ、武装SS兵たちに銃撃を浴びせた。さしたる抵抗はないと思っていたフォン・ザンメルンの部隊は予想外のユダヤ人の激しい抵抗に7時30分には潰走した。

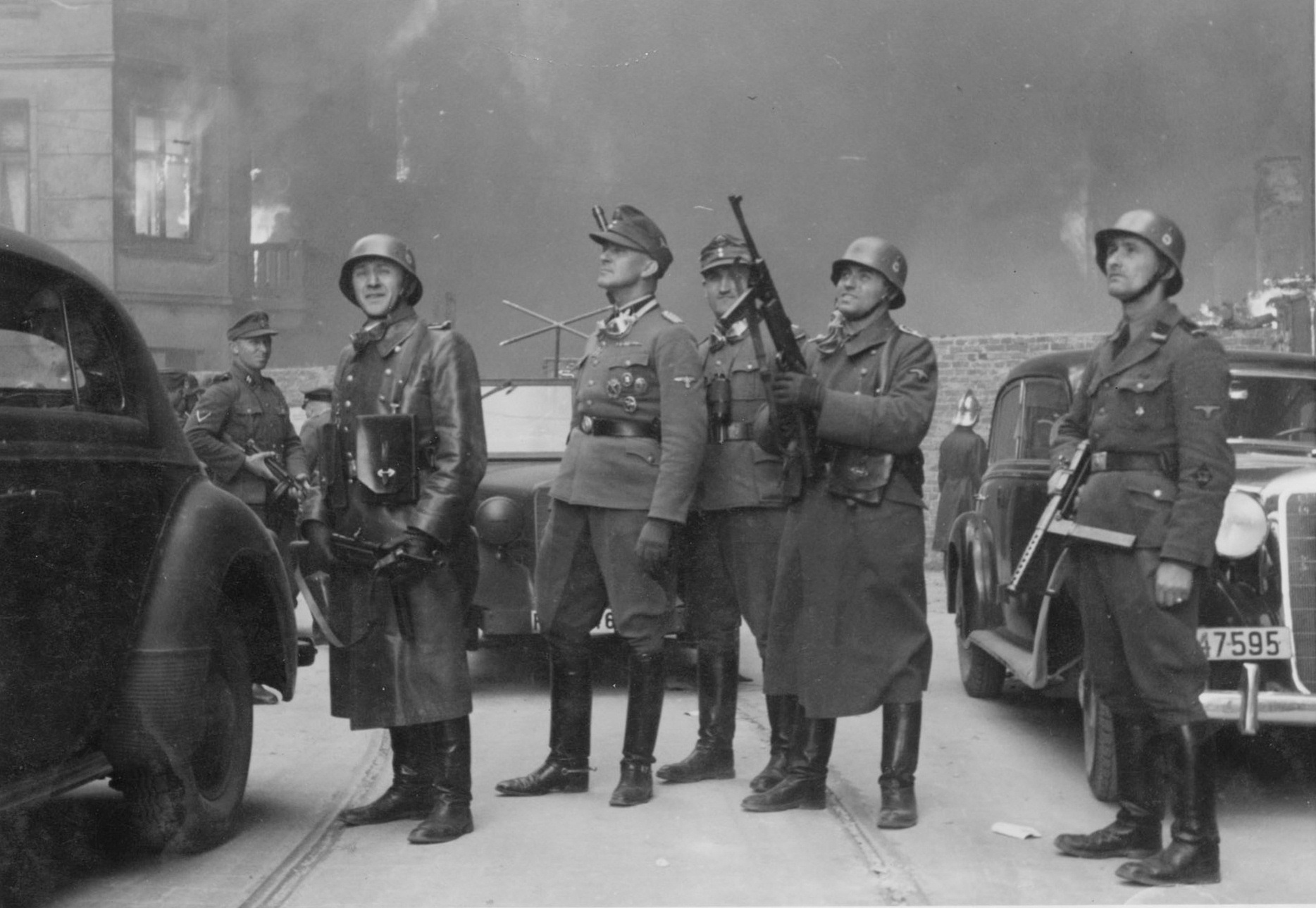
蜂起の鎮圧の指揮を執るユルゲン・シュトロープSS少将

同日午前8時にフォン・ザンメルン・フランケネックは解任されてユルゲン・シュトロープSS少将が新しい鎮圧部隊の指揮官となった。ヒムラーはシュトロープに対して「ワルシャワ・ゲットーでの狩り集めは容赦のない決意と出来る限り冷酷な方法で実行しろ。攻撃は強力であればある程良い。ここ最近の事例はユダヤ人がいかに危険であるかを示している」という命令を下した。しかしシュトロープもこの日に戦況を変えることはできなかった。ユダヤ人レジスタンスの粘り強い抵抗の末、午後5時にはドイツ軍は戦車1台と装甲車1台を失ってゲットーから一時撤収し、この日の戦闘は終了した。
これはドイツ軍占領下のワルシャワにおいて起こった初めての大規模反乱であった。ゲットーから次々と運び出されていくドイツ兵の死傷者たちを目撃したゲットー外のポーランド人たちはユダヤ人にこんな真似ができるはずはないと考え、「ポーランド軍の将校たちが指揮をとっているに違いない」「ポーランド軍が抵抗運動を組織したのだ」などと語っていたという。
女性レジスタンス指導者ツィヴィア・ルベトキン(pl)はこの4月19日の勝利を「最高の喜びだった。明日のことなど気にならなかった。我々ユダヤ人闘士は奇跡だと小躍りしていた。手作りの火炎瓶と手榴弾に恐れおののいて、無敵の勇者だったはずのドイツ兵どもが退却したのだ」と回想している。彼女の言葉にもあるとおりレジスタンス側の武器で特に役に立ったのは火炎瓶と手榴弾であった。数が非常に少ないが機関銃も非常に役に立った。しかし拳銃はほとんど役に立たなかった。

### 焦土作戦
しかしユダヤ人たちの勝利は4月19日だけだった。4月20日、ドイツ国防軍ワルシャワ上級野戦司令官フリッツ・ロッスム(Fritz Rossum)少将の派遣した応援部隊がシュトロープの手元に到着した。この国防軍応援部隊は1個軽高射砲中隊と曲射砲小隊を中心としていた。シュトロープはゲットーの建物に火を放って隠れたユダヤ人たちをあぶり出す焦土作戦に切り替えた。シュトロープは「非人間と暴徒を地上にあぶり出すにはそれが唯一の方法であった」と日誌に書き記している。
4月20日、ドイツ軍は火炎放射器をもって再びゲットーへの侵入を開始した。軽高射砲と曲射砲によるゲットーの建物への砲撃も行われた。4月22日までにはゲットーの複数の地域が炎上していた。ドイツ軍はゲットー包囲を強化し、電気や水、ガスを完全に止めた。水がないため火を消すことはできなかった。レジスタンスたちは徐々に持ち場を放棄して地下壕に撤退せざるを得なくなった。蜂起開始から2週目には地下壕が戦闘の中心となっていた。ドイツ軍は一つずつ地下壕を発見していって手榴弾や催涙ガスを地下壕に放り投げ、ユダヤ人たちが這い出てきたところを掃討して片づけていった。
大多数のゲットー住民は蜂起に参加しておらず、ただ隠れていただけだったが、多くの者が巻き込まれて建物の下敷きになったり地下壕で窒息死したりして死亡した。下水道からゲットー脱出を図ろうとするユダヤ人が相次いだが、ドイツ軍側はマンホールを爆破することでこれを防いだ。拘束されたゲットー住民は集荷場に停めてある列車に乗せられて続々と移送されていった。

### ゲットー外からの支援
ゲットーの外からの支援は限られていた。しかしゲットー外のポーランド人レジスタンス組織である国内軍(AK)と人民軍がまったく協力しなかったわけではない。ゲットーの壁近くで警備部隊を攻撃し、武器や弾薬を内部に送る努力を試みた。この武器・弾薬の支援を受けるためのユダヤ人側の交渉役はイツハク・ツケルマンであった。また国内軍自身も4月19日から4月23日までの間、塀の外のあちこちでゲットーに侵入する試みでドイツ軍と交戦を行った。
ヘンリク・イヴァンスキ(pl)少佐指揮下の国内軍の一部隊、Państwowy Korpus Bezpieczeństwa(国民保安軍団の意)は、ユダヤ人軍事同盟とともにゲットーの内側で戦い、最終的には塀の外、「アーリア人の領域」へ撤退した。国内軍はポーランド国内と、連合国へ無線通信を介して、ゲットーのユダヤ人に関する情報と、彼らへの援助を求める連絡を行った。ŻOBの一部のパルチザンと指揮系統の一部はポーランドの支援の元、運河を通り脱出した。イヴァンスキの行動が最も有名であったが、これは、ポーランドの抵抗勢力が行ったユダヤ人を助けるための多数の行動の1つであった。

### 鎮圧

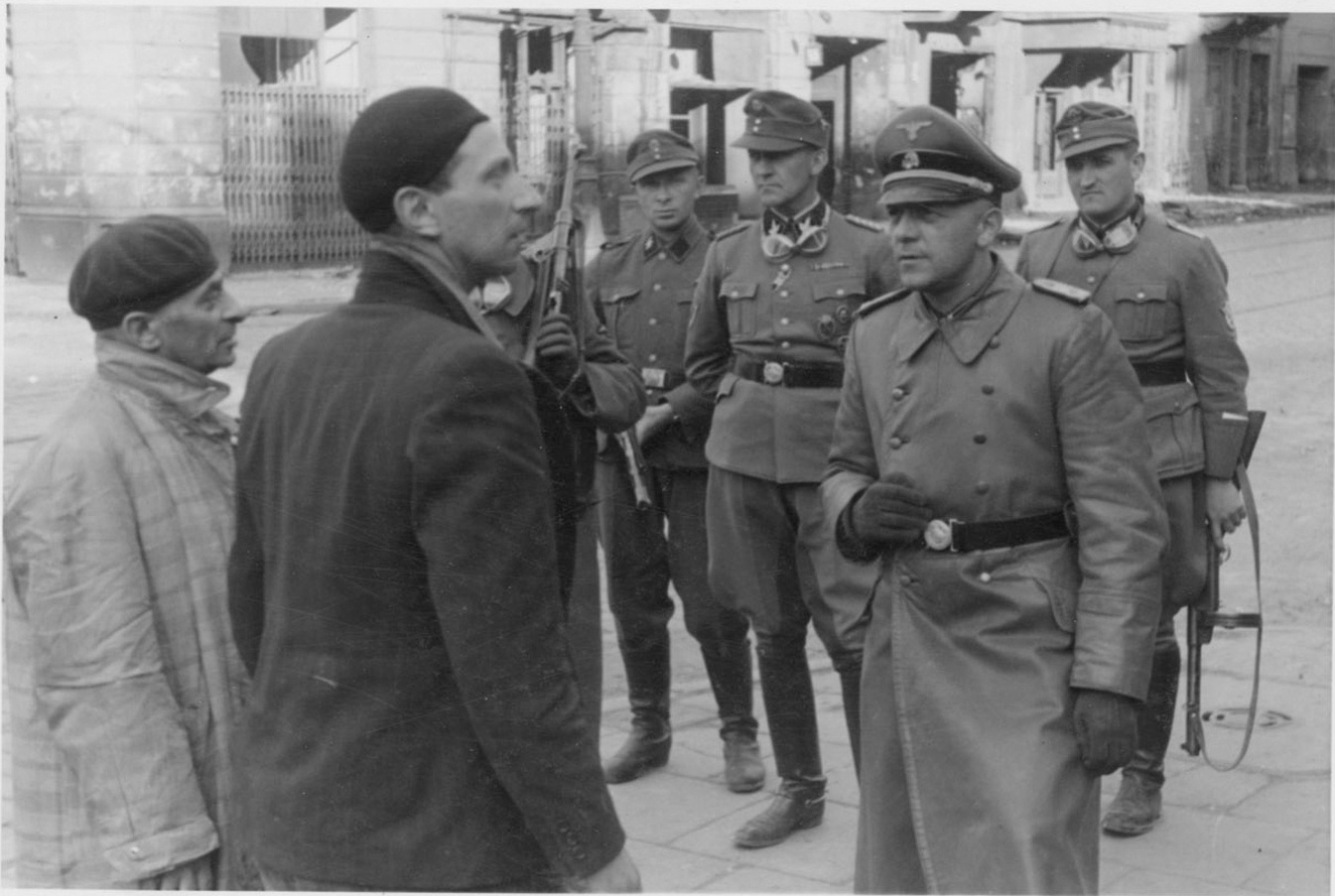
捕虜のユダヤ人レジスタンスを尋問するマクシミリアン・フォン・ヘルフSS中将。ヘルフの左後方はシュトロープ。

ユダヤ人軍事同盟はユダヤ人戦闘組織より装備が良かったこともあり、ゲットーの中心であるムラノウスキー広場 (Muranowski Square) 付近の拠点を長い期間持ちこたえて戦った。しかし4月27日の戦闘でユダヤ人軍事同盟指導者ダヴィド・アプフェルバウム(pl)が負傷した。同日、ヘンリク・イヴァンスキ(pl)少佐率いる国内軍の部隊がゲットー外から地下道を通ってユダヤ人軍事同盟の負傷者の運び出しに駆け付けたが、アプフェルバウムはゲットーから離れることを拒否し、翌28日に死亡している。
5月8日にはミワ18番地にあったユダヤ人戦闘組織の地下壕がドイツ軍に包囲された。ガス弾や手榴弾や爆薬を投げ込まれ、ユダヤ人レジスタンスは次々と戦死した。生き残った者たちももはやこれまでと判断し、その日のうちにお互いに銃を向けあって集団自決した。モルデハイ・アニエレヴィッツもここで死亡した。
2日後、数十名のユダヤ人レジスタンスたちがポーランド人共産主義者の協力で下水道を通ってゲットーを脱出した。その後も数個の戦闘部隊がゲットーに残り、戦闘を継続していたが、5月15日までには戦闘は散発的となった。
5月16日にシュトロープは「もはやワルシャワにゲットーは存在せず」と報告書を書いている。同日午後8時15分、シュトロープは鎮圧記念にワルシャワ・シナゴーグ (Warsaw Synagogue) を爆破解体させた。

### 死傷者数と移送者数
ユルゲン・シュトロープSS少将の報告書によると「検挙されたユダヤ人5万6065人のうち、7000人がゲットーでの作戦中に死亡。さらに6929人はトレブリンカへ移送して殺害した。あわせて1万3929人が命を落とした。この5万6065人とは別にさらに5000人から6000人が火災で焼け死んだ」という。しかし5万6065人のうち死亡した1万3929人をのぞく4万2136人の運命についてはシュトロープの報告書はまったく触れていない。しかし別の証言や資料から見て、どうやらマイダネク（ルブリン強制収容所）、もしくはトラヴニキやポニアトーヴァなどの強制労働収容所へ送られたようである。もともと「労働不能者」と看做されたゲットー住民はとっくにトレブリンカへ送られて殺されていたのだから蜂起の時点でゲットーに残っている者たちはほとんどが「労働可能者」である。したがってほとんどが労働力として利用されたのであろうと考えられる。とはいえ結局この後にマイダネクで行われた「収穫祭作戦」によって大多数は殺されてしまったようである。
ドイツ側の損害についてシュトロープの報告書は「16名が殺害され、85名が負傷した」としているが、この数は日々の損害報告とまったく一致していない。実際にはドイツ側ももっと多くの犠牲を出していたはずである。自軍の優位性を示すために損害を控えめに発表したものと思われる。とはいえユダヤ人側の損害の方が圧倒的に多かったことは間違いないと思われる。

### 戦闘の後
1943年夏、親衛隊経済管理本部長官オズヴァルト・ポール親衛隊大将はワルシャワ・ゲットーの跡地にワルシャワ強制収容所(de:KZ Warschau)を設置させ、そこの囚人にゲットーの破壊された建物の撤去作業を行わせた。2,500人の強制収容所囚人と1,000人のポーランド労働者が動員され、1年以上働いて建物の残骸や壁の撤去にあたった。
ゲットーから逃げて隠れたユダヤ人の捜索も行われた。ユダヤ人を匿ったり支援したりするポーランド人もいないわけではなかったが、多くの場合ポーランド人はドイツ当局に密告を行い、これによって多くのユダヤ人が捕まってしまった。ポーランド・ギャングもこの状況を利用してユダヤ人の居場所を血眼になって捜し、見つけ出すと「密告されたくなければ金を払え」といってユダヤ人を脅迫した。
後の1944年に発生したワルシャワ蜂起において、ポーランドの国内軍の部隊ゾスカ ("Zośka") は、ワルシャワ強制収容所より380人のユダヤ人の虜囚を解放した。彼らのほとんどは、すぐさま国内軍に参加した。わずかの人間は、ワルシャワゲットー蜂起の際に地下道を通り生き延びて、ワルシャワ蜂起に参加した。

## 評価・知名度・顕彰などについて

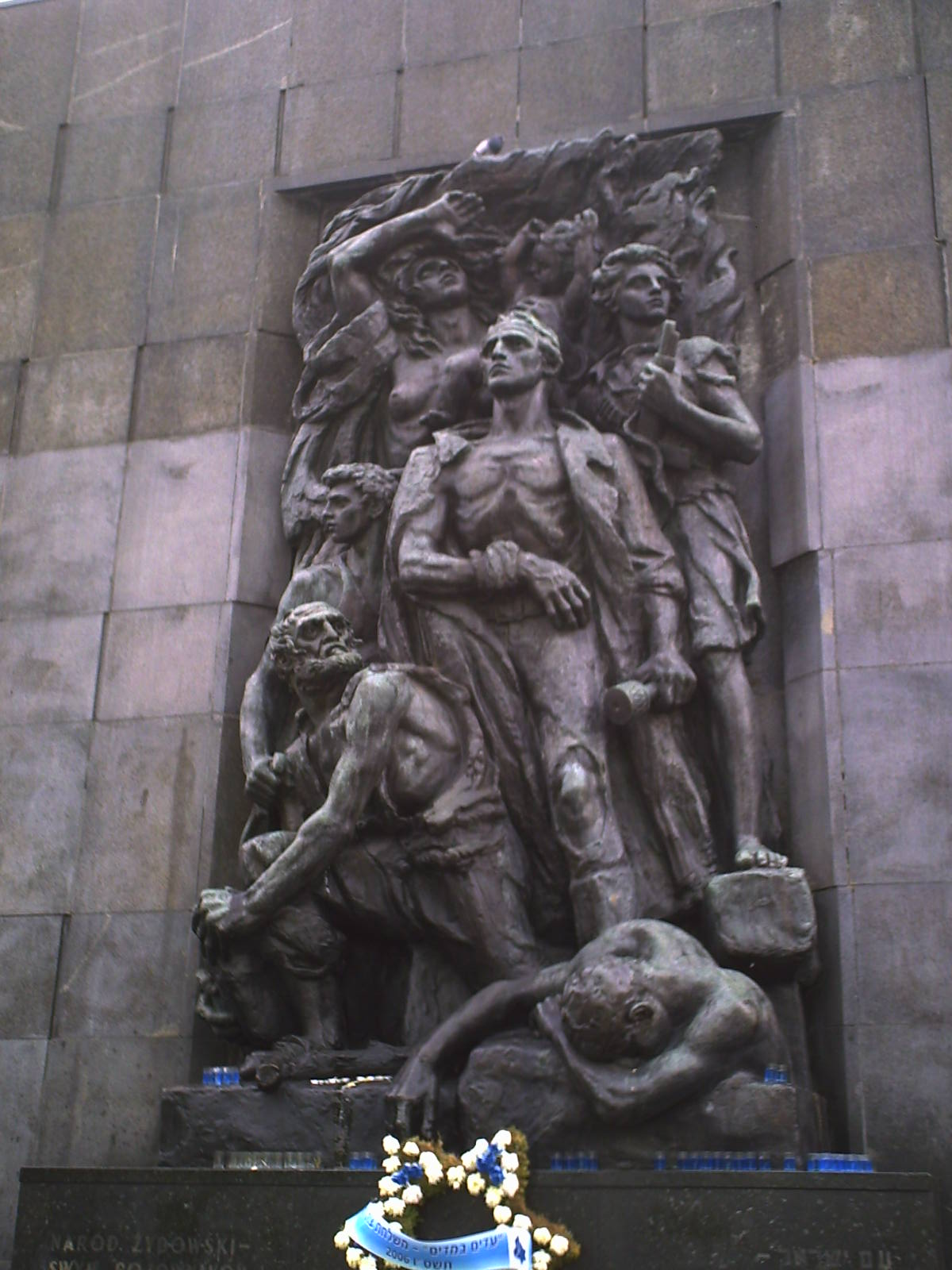
ワルシャワ・ゲットーの英雄記念碑

ワルシャワ・ゲットー蜂起そのものは失敗におわったが、決して無意義ではなかった。ナチス・ドイツの圧政に対してユダヤ人が初めて武器をとって抵抗したという輝かしい記憶をユダヤ人たちに残したのである。この記憶はユダヤ人民族国家イスラエルの建国に向けて大きな原動力となったのである。イスラエル建国後、ゲットー蜂起についての研究を行うロハメイ・ハゲタオット (he) が同名のキブツに創設されている。また、ガザ地区北にあるキブツ「ヤド・モルデハイ (he) 」は、モルデハイ・アニエレヴィッツの名前から名づけられたものである。
しかしながら日本においてはワルシャワ・ゲットー蜂起は知名度が低い事件であり、しばしば1944年のワルシャワ蜂起と混同されている場合もある。2つの出来事は時間的にも異なり、全く目的が異なっている。前者のユダヤ人の蜂起は、強制収容所での確実な死亡より、助かるわずかな望みをかけて命を懸けての戦いを選択したものであり、戦う能力があれば最後の瞬間まで戦闘を行っていた。2つ目の蜂起は、ポーランド人が自分の領土を取り戻すためのテンペスト作戦の一部であった。とはいえ、2つの事件の間に関連がまったく無いと言い切ることもできない。2つの暴動が同じワルシャワで発生したという点や、ワルシャワ・ゲットー蜂起において生き延びた多数の人間（100人近い人数）が後のワルシャワ蜂起で国内軍や人民軍の一員として戦った点から関連があるという意見も存在する。
1970年12月7日に西ドイツ首相であるヴィリー・ブラントは、当時共産党独裁体制下にあったポーランド人民共和国を公式訪問した際に、蜂起の記念碑にひざまずいて哀悼の意を示した。しかし、このことは戦後の共産党独裁下のポーランド人民共和国においてはほとんど公表されなかった。共産党独裁体制下のポーランドにおいてはホロコーストやワルシャワ・ゲットー蜂起に関する事実はほとんど語られず、かろうじてゲットー英雄記念碑が建てられたぐらいであった。しかし、東欧革命によってポーランドの共産党独裁体制が崩壊すると、ポーランドとイスラエルは国交を締結。1991年5月にワレサ大統領がポーランド大統領として初めてイスラエルを訪問し、イスラエル国会においてポーランド人の中にも反ユダヤ主義があったことを認めて謝罪を行った。